# کانتون ال پان
کانتون ال پان (به اسپانیایی: Cantón El Pan) یک منطقهٔ مسکونی در اکوادور است که در استان آزوای واقع شده‌است.